# Stützengrün
Stützengrün är en kommun och ort i Landkreis Erzgebirgskreis i förbundslandet Sachsen i Tyskland. Kommunen har cirka 3 000 invånare.